# Fredrik Rådberg
Adolf Fredrik Rådberg, född 23 februari 1789 i Vänersborg, död där 24 februari 1853, var en svensk präst, lärare och politisk författare.
Fredrik Rådberg var son till krigsrådet Adolf Rådberg. Han blev student vid Uppsala universitet 1804 och avlade hovrättsexamen där 1806 samt kansliexamen 1807. Rådberg tjänstgjorde några år vid olika ämbetsverk män återvände 1811 till Uppsala, där han 1816 blev filosofie kandidat och 1818 filosofie magister. 1819–1828 var han huspredikant på Fågelviks säteri samt lärare vid den under säteriet hörande Hornsbergs skola (från 1820 växelundervisningsskola). 1815 utgav han sin första skrift, ett häfte uppfostrande Läsning för bildade fruntimmer, och i fortsättningen var han ganska flitig som författare. Bland annat skrev han Praktisk handbok för vexel-undervisningsscholor (120), Staten betraktad såsom uppfostrings-institut (1823) samt en mängd bidrag till Per Adam Wallmarks tidning Journalen. Efter att 1828 ha flyttat till Stockholm inträdde Rådberg som delägare och medarbetare i Journalen och utsågs 1829, på Wallmarks tillskyndan till kristendomslärare och rektor vid Nya Elementarskolan. Sjuklighet och administrativ oförmåga tvingade honom ett några månader att nedlägga rektoratet, och med utgången av 1830 lämnade han också sin lärartjänst vid skolan. Han var komminister i Tengene socken 1831–1835 och i Vänersborg från 1835 till sin död. Rådbergs livsinsats blev i hög grad lidande av hans bristande energi, hans sårbarhet och fallenhet för tungsinne. Han tryckta arbeten, som ofta är osovrade, virriga och formellt ofullgångna, skaffade honom ett seglivat rykte som pekoralist. I sina pedagogiska inlägg hävdade han självverksamhetens betydelse och betonade, att undervisningen måste noggrant anpassas efter elevernas mognadsstadium. Den estetiska uppfostran ville han lägga till grund för utbildning. Idéhistoriskt hade Rådberg betydelse framför allt som en av de första svenska företrädarna för utopisk-socialistiska åskådningar. Omkring 1830 väckte han uppseende med tidningsartiklar i denna anda och bestörtning och indignation genom sina originella och rädda predikningar i Stockholm (utgivna som Försök till christeliga predikningar i tidens anda, 1831). Han var starkt påverkad av saintsimonismen, även om han i vissa avseenden tog avstånd från denna riktning. Rådberg grundidé var, att den kristna religionen måste bli bestämmande för samhällslivet. Varje individs försörjning, människovärde och fulla medborgarrätt måste i enlighet med detta tryggas, men initiativet måste utgå från de bildade klasserna. Som ett medel för den eftersträvade omdaningen tänkte sig Rådberg en "Christus-panteismens orden", beskriven i Försök till populär framställning af Christus-panteismen (1832). I Friedland, romantisk, litterär och politisk dröm (1839) tecknade han med naiv och kärleksfull detaljrikedom sitt idealsamhälle. I detta paradis präglas alla mänskliga relationer av jämlikhet och öppenhet, innerlig religiositet och högmoral. Den ekonomiska företagsamheten är oreglerad, och den enskilda äganderätten kvarstår, men det mål, som samhällets elit strävar mot, innefattar en total egendomsgemenskap. Rådbergs radikala idéer tog sig också vissa blygsamma uttryck i praktisk verksamhet, främst på folkbildningens område.